# Ada Milea
Ada Milea (Târgu Mureș, 5 de agosto de 1975) es una actriz y cantante rumana.

## Estudios
Se graduó al instituto Liviu Rebreanu de Bistrița (comunidad. Bistrița-Năsăud) con asignaturas de física y química. Más tarde estudió en la Universidad de Arte Teatral de Târgu Mureș, actuando con papeles como "Mistress Quickly" en Las alegres comadres de Windsor de Shakespeare. 

## Carrera
Actuó en el Teatro Nacional de Targu Mures, del cual formó parte entre 1997 y 1999. Después viajó a Canadá, donde trabajó para el Cirque du Soleil, antes de convertirse en un artista independiente.
Ha compuesto las bandas sonoras de diversos montajes teatrales en varios teatros de Rumania:
- Teatro Odeon: Aventurile lui Habarnam de Nikolai Nosov, director Alexandru Dabija; De ce fierbe copilul în mămăligă de Aglaja Veteranyi, director Radu Afrim; Chip de fo” de Marius von Mayenburg, director Felix Alexa; Șefele de Werner Schwab, director Sorin Militaru;
- Teatro Bulandra: Trilogia Belgrădeană de Bilijana Srblijanovic, director Theodor Cristian Popescu; Scaunele de Eugen Ionescu, director Felix Alexa;
- Teatro Nacional de Târgu Mureș: Eu, când vreau să fluier, fluier de Andreea Vălean, director Theodor Cristian Popescu; Micul Prinț de Antoine de Saint Exupery, director Cornel Popescu; Buratino de Al. Tolstoi, director Cornel Popescu
- Teatro Nacional de Timișoara: Crima din strada Lourcine de E. Labiche, regia Felix Alexa;
- Teatro Nottara: Leonce și Lena de Georg Buchner, director Felix Alexa;
- Teatro Luni de Green Hours: No Mom’s Land de una vieja idea de Samuel Beckett, director Radu Afrim; America-știe-tot de Nicole Duțu, director Radu Afrim;
- Teatro Nacional București: Neînțelegerea - Albert Camus, director Felix Alexa.

### Discografía
| Año  | Álbum                                | Sello                      |
| ---- | ------------------------------------ | -------------------------- |
| 1997 | Aberații sonore                      | Fundación Cultural Phoenix |
| 1999 | Republica Mioritică România          | Intercont Music            |
| 2002 | No Mom's Land                        | Green Records              |
| 2003 | Absurdistan                          | Intercont Music            |
| 2003 | De ce fierbe copilul în mămăligă     | Intercont Music            |
| 2003 | Apolodor                             | A&A Records                |
| 2004 | Quijote                              | A&A Records                |
| 2006 | Quixote (English version)            | A&A Records                |
| 2007 | Nasul (con Bogdan Burlăcianu)        | A&A Records                |
| 2008 | Inventar                             | A&A Records                |
| 2011 | The Island (con Alexander Bălănescu) | Saphrane                   |

La historia de su país y en particular de la Transilvania donde nació, es la fuente de inspiración para varias canciones que piden la reconciliación étnica, como Cantec pentru reconciliere Etnica ("Canción para la reconciliación étnica") en su primer disco , o en el disco Republica Mioritică România, la Canción Magyar, en la que se utiliza una mezcla de idiomas.

## Ecologista
En agosto de 2005 participó en el festival "FânFest" Roșia Montană, dentro de la campaña "Salvar Rosia Montana".

## Entrevistas
- Ada Milea, artist: „Sunt destul de stupidă, ca și-n copilărie“, 18 noiembrie 2011, Roxana Lupu, Adevărul

- Datos: Q2823873
- Multimedia: Ada Milea / Q2823873